# Бусуанга
Бусуанга — найбільший острів в групі Каламіан в провінції Палаван на Філіппінах. Бусуанга є другим за величиною островом провінції після острова Палаван. Острів розташований між островами Палаван та Міндоро, на північному заході межує з Південнокитайським морем, на південному сході — з морем Сулу. На південь від острова розташовані два інших острова з групи Каліманських островів: острови Куліон та Корон.
Західна третину острова підпорядковується муніципалітету Бусуанга, а східні дві третини належать муніципалітету Корон.
Острів Бусуанга відомий перш за все рекреаційними місцями для водолазів та дайвінгу завдяки численним уламкам японських кораблів, які були потоплені американськими ВМС під час Другої світової війни у вересні 1944 року.